# Lerma (Campeche)
Lerma es un núcleo de población del estado mexicano de Campeche, que se encuentra al suroeste de la capital del estado, El clima predominante es cálido subhúmedo, con una temperatura media anual de 27 °C, con máximas promedio de 29.6 °C y mínimas promedio de 23.2 °C. Su código postal es 24500 y su clave lada es 981. Algunos de los atractivos son la playa de Mar Azul (Privada), la playa de San Lorenzo (Privada), el balneario de Playa Bonita, la ensenada de Xpicob y la calle Espíritu Santo con hermosas vistas. Es gobernado por Josué Manuel Reyes colli quien ha ocupado el cargo durante muchos años. 
Dentro del apartado de las fiestas tradicionales se encuentran: el baile de la danza de "cochino" celebrada en el mes de enero, el carnaval de Lerma que se lleva a cabo un par de semanas a la postre del carnaval de la ciudad con sus comparsas LA CINTA creación de don TORITO.
Colonias: Lerma centro, Kila (capital), Marañón, Jabín, San Antonio, Satélite, Tepeyac, Tres Cruces, Becan, Chiapaneca, La Guadalupana, Huayita, Las Brisas, Lázaro Cárdenas, Santa Genoveva, San Bartolo y Julio Espínola.

Población: 8 971 (2020)
Así mismo, en este poblado alberga las instalaciones del 69vo Batallón de Infantería (Calle 24, entre san antonio y calle 25), Sgto. José Emmanuel Chan Cab y la Tercera Región Naval perteneciente a la Armada de México.
Fundador: 